# برج إندكس
برج إندكس هو ناطحة سحاب طويلة مكونة من 80 طابقًا في دبي، الإمارات العربية المتحدة بارتفاع 328 م (1,076 قدم). من بين الطوابق الـ 80، ستكون الطوابق الأربعة الأولى عبارة عن طوابق خدمية، ومن 5 إلى 29 مخصصة للمكاتب، ومن 31 إلى 77 مخصصة للاستخدام السكني، والطابقين 73 و75 عبارة عن بنتهاوس دوبلكس، ومن 77 إلى 80 عبارة عن شقق بنتهاوس ثلاثية. البرج موجه تمامًا على طول المحور الشرقي والغربي بحيث تحمي النوى الخرسانية الشرقية والغربية الأرضيات من شمس الصحراء القاسية والتأثيرات المناخية للمنطقة. تحمي النوى الخرسانية المبنى من الزاوية المنخفضة، التي تخترقه شمس الصباح والمساء بشكل كبير، وتترك فقط الواجهة الجنوبية معرضة للزاوية العالية، والشمس المنخفضة الاختراق في منتصف النهار. تستخدم الواجهة المواجهة للجنوب مظلات شمسية واسعة النطاق لتقليل اكتساب الطاقة الشمسية. يعد إندكس من أوائل الأبراج في المنطقة التي تحتضن بذكاء بيئتها المناخية المحيطة ضمن مبادئ التصميم الأساسية. تعمل الاستراتيجية البيئية للبرج على تقليل متطلبات تكييف الهواء داخل المبنى بشكل كبير وبالتالي تقليل تكاليف الطاقة للمستأجرين بشكل كبير. وفي ذروة الصيف، وبدون تكييف الهواء، لن تتجاوز درجات الحرارة الداخلية للبرج 28 درجة مئوية.

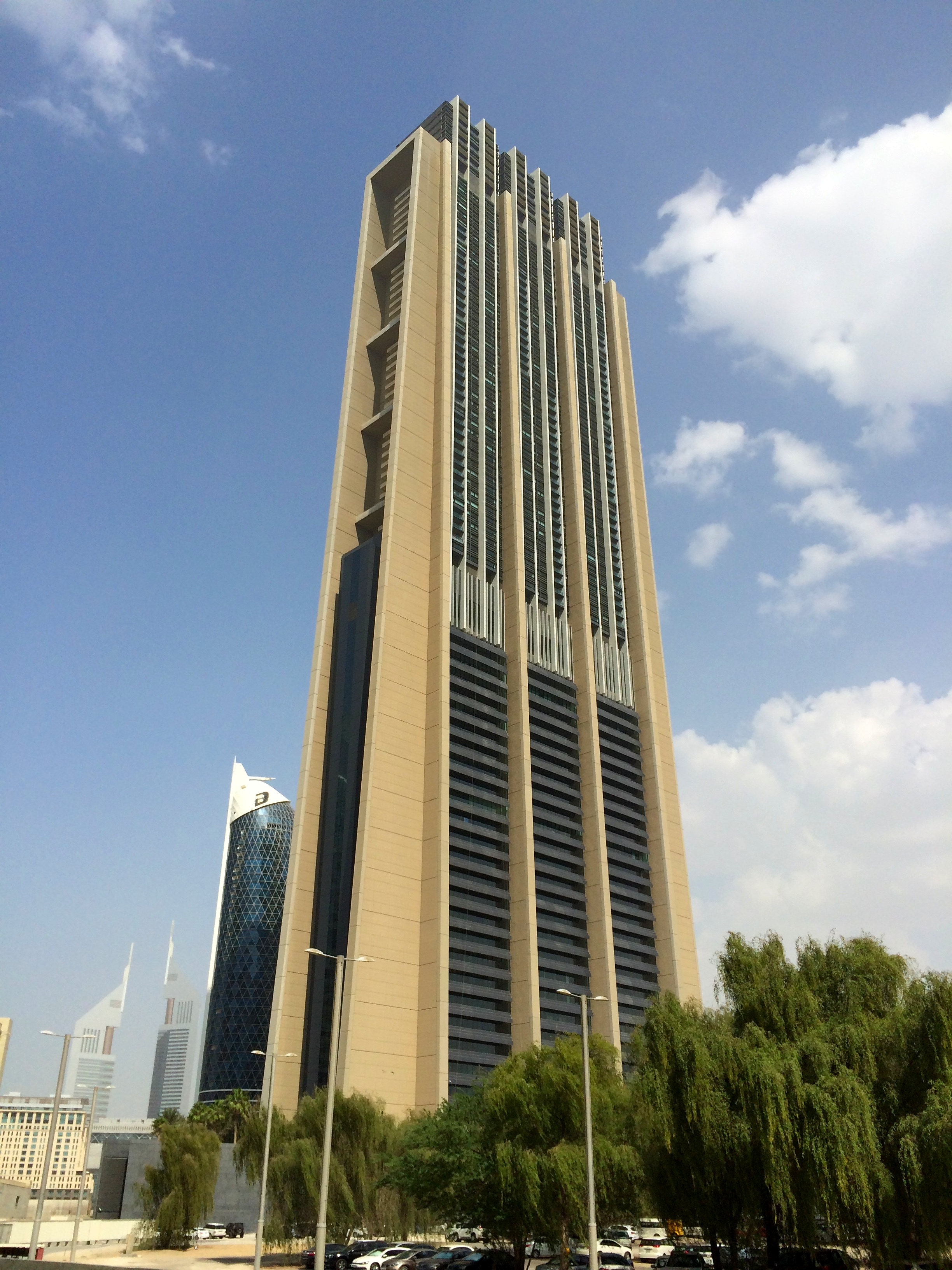
برج إندكس

يحتوي البرج على مواقف سيارات تتسع لـ 2,442 سيارة. وردهة مزدوجة الارتفاع تفصل بين المكاتب والشقق مع مرافق ترفيهية مثل حمام السباحة وصالة الألعاب الرياضية. في يونيو 2011، حصل برج إندكس على جائزة أفضل مبنى شاهق في الشرق الأوسط وأفريقيا لعام 2011 من مجلس المباني الشاهقة والمساكن الحضرية. واعتبارًا من ديسمبر 2015، كانت مساحة التجزئة الكاملة وثلثي طوابق المكاتب و1404 أماكن لوقوف السيارات مملوكة لشركة الإمارات ريت، أول صندوق استثمار عقاري في الإمارات العربية المتحدة.